# Алейченко, Юлия Александровна
Юлия Александровна Алейченко (бел.  Юлія Аляксандраўна Алейчанка, род. 21 декабря 1991, Орша, Витебская область) ― белорусская писательница и поэтесса, переводчица.

## Биография
Родилаь в 1991 году в городе Орша. В 2014 году окончила Белорусский государственный университет (филологический факультет), в 2015 — магистратуру, а в 2019 — аспирантуру. Затем проработала редактором отдела поэзии, позднее ответственным секретарем старейшего ежемесячного литературно-художественного и общественно-политического журнала Союза писателей Беларуси «Полымя» в Минске. Также с 2019 по 2021 работала года главным редактором ежемесячного русскоязычного литературно-художественного и общественно-публицистического журнала Союза писателей Беларуси «Нёман». Проживает в Минске.

## Творчество
Пишет стихи, рассказы, критические статьи, занимается переводом. Её художественные произведения публиковались в различных антологиях, альманахах, в таких как «Голоса Днепра — 60» (бел. Дняпроўскія галасы — 60) в 2010 году, «Первоцвет» (2017), «Terra poetica» (2017), журналах «Полымя», «Нёман», «Молодость» (бел. Маладосць), газетах «Литература и искусство», «Звезда», и в разных зарубежных изданиях. Некоторые её работы переведены на русский, украинский, азербайджанский, китайский, сербский, туркменский и другие языки.

## Награды
- Лауреат Международного конкурса молодых литераторов «Первоцвет» (2016)

- Лауреат Национальной литературной премии (2018)